# Schachen LU

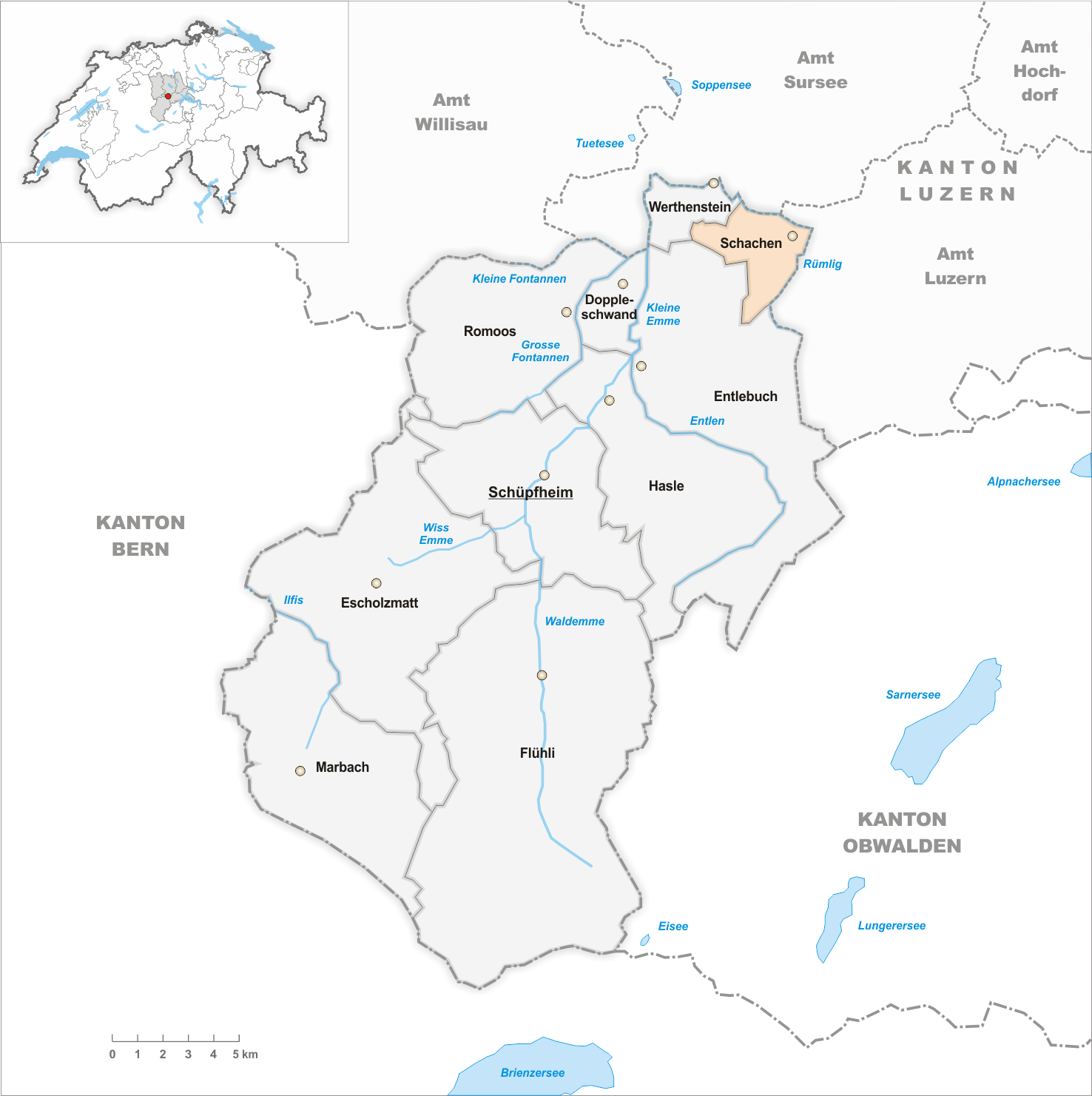
Gemeindestand vor der Fusion am 1. Januar 1889

Schachen war eine selbstständige politische Gemeinde im Kanton Luzern, im Amt Entlebuch in der Schweiz. 1889 fusionierte Schachen mit der Gemeinde Werthenstein.